# Partido Revolucionario Febrerista
El Partido Revolucionario Febrerista (PRF) es un partido político paraguayo cuyo origen se remonta al 17 de febrero de 1936, durante la Revolución Febrerista (evento que dio lugar a la denominación de febrerista). Este movimiento revolucionario fue constituido por aproximadamente 126 000 ciudadanos organizados, principalmente en la Asociación Nacional de Excombatientes, tras la conclusión de la guerra del Chaco. Dicha agrupación, respaldada por una coalición de militares, estudiantes, intelectuales, campesinos, indígenas y obreros, eligió a Rafael Franco como presidente de la República del Paraguay.
El PRF es una organización política de orientación socialista democrática que fue fundado oficialmente en situación de exilio el 11 de diciembre de 1951, en Buenos Aires, Argentina. Su estructura juvenil está representada por la Juventud Revolucionaria Febrerista.
A lo largo de su historia, el PRF ha formado parte de diversas coaliciones políticas, como la Alianza Patriótica para el Cambio (APC), que resultó victoriosa en las elecciones generales de 2008, y del Frente Guasú. En las elecciones generales de 2013, el partido apoyó la candidatura de Mario Ferreiro, del movimiento Avanza País.

## Ideología
El PRF es un partido socialista democrático, antiimperialista, también tienden a ser de tintes socialdemócratas y/o socioliberal.
Es una organización representativa de los trabajadores manuales e intelectuales, del campo, de la ciudad, y de cuantos con su actividad agrícola, artesanal, industrial, comercial, ganadera o profesional estén dispuestos a concurrir con su esfuerzo a concretar en obras efectivas.
Adopta como lema y consigna general: Por la liberación integral del pueblo paraguayo.

## Historia

### Antecedentes políticos
El socialismo en el Paraguay tiene sus orígenes en los principios del siglo XX, con la disputa entre anarquistas y socialistas, para liderar la dirigencia de la FORP, en 1906. Estas pugnas llevaron a la fundación del primer partido socialista paraguayo; el Partido Obrero, en 1914, que luego se cambiaria el nombre a Partido Socialista Revolucionario (PSR). Entre los fundadores del PSR, se encontraban Rufino Recalde Milesi y Leopoldo Ramos Giménez.
Por otro lado, el ala nacionalista revolucionaria que participó de la Revolución de 1936, se agrupó en la Liga Nacional Independiente, liderada por Juan Stefanich, en la década de 1920. Publicaron un periódico titulado La Nación que tuvo bastante éxito en la época, y que surgió hasta que la guerra del Chaco interrumpió toda la actividad política e intelectual en el Paraguay.
Estas dos nucleaciones políticas serían luego base y cimiento para formar y sustentar la futura organización febrerista.

### Revolución del 17 de febrero
En 1935, la guerra del Chaco ya había finalizado, sin embargo, los problemas continuaban en el país. La economía estaba en crisis, los problemas sociales continuaban, y el Estado seguía ausente. Fue así que el 17 de febrero de 1936, militares de la fuerza de Campo Grande, liderados por Rafael Franco, junto a obreros, estudiantes, e intelectuales, tomaron el poder, y empezaron lo que se conoce como Revolución de febrero.
Durante el gobierno provisional de Rafael Franco, se realizaron numerosos avances en lo que tiene que ver con políticas sociales, y de bienestar. Entre ellas están la ley de 8 horas, el descanso dominical obligatorio, y la creación del Ministerio de Salud Pública.
A nivel político, se creó una institución política denominada Unión Nacional Revolucionaria, fundada el 15 de noviembre de 1936, que pretendió ser el partido de la revolución, sin embargo, por cuestiones varias, no subsistió.
El 13 de febrero de 1937, lo que fue la primera experiencia socialista del Paraguay, fue derrocada por un golpe de Estado, planeado por los liberales.

### 1937-1940: Etapa Posrevolucionaria
Después del golpe de Estado de 1937, y la vuelta del Partido Liberal al poder, algunos febreristas fueron al exilio, otros se quedaron en el país para rearticular el movimiento revolucionario.
En 1938, el grupo liderado por Anselmo Jover Peralta, fundó en el exilio, en Buenos Aires, el Partido Revolucionario Paraguayo, estando estructurado en un "Comité Nacional Provisional", de clara tendencia socialista, ya que justamente, el grupo de Jover Peralta representaba al socialismo y al obrerismo durante la Revolución del 36. Dicho partido publica probablemente en el 1938 unos libros, uno de 46 pág. titulado "Declaración de principios y programa de reconstrucción nacional" y otro "Manifiesto a la nación" de 26 pág. el mismo trae incorporado el lema "Por la liberación integral del Paraguay."
Otros grupos, representantes de la izquierda de la Revolución, fueron fundados, sobre todo en los sectores estudiantiles y universitarios. Estos grupos tomaron el nombre de "Clubes"; alguno de ellos eran por ejemplo el Club Pedro P. Samaniego, el Club Fermín Franco Delgado o el Club Revolucionario 17 de Febrero. Se notaba una clara división entre los grupos, tanto socialistas como nacionalistas, que habían participado de la Revolución.

### 1940-1947: Estructuración del Febrerismo
Durante la dictadura de Higinio Morínigo, que duró de 1940 a 1948, el Febrerismo continuó dividido, hasta que en 23 de octubre de 1945, en Montevideo, Uruguay, se da la fundación de la Concentración Revolucionaria Febrerista (CRF), que fue la primera unión del febrerismo La CRF participó de la "Primavera Democrática" de 1946, junto a los comunistas y liberales, en lo que fue una apertura del régimen autoritario militar. Durante esa apertura, se realizaron numerosos mítines y reuniones, en un ambiente de libertad total.

### Gobierno de Coalición
El 26 de julio de 1946, para ampliar su sustento político y como consecuencia directa de la apertura que significó la caída del grupo fascista del Ejército aquel 9 de junio y el fin de la prisión del propio Ejército, el presidente Higinio Morínigo inauguró el llamado "Gobierno de Coalición", estructurando un gabinete conformado por colorados y febreristas. Esta idea había nacido en el seno de las mismas Fueras Armadas, cuyo comandante en Jefe, el general Vicente Machuca, recordaba que apoyaron la moción de una apertura a los partidos colorados y febrerista, los generales Francisco Andino, José Atilio Migone, el coronel Juan Ibarrola y los comandantes Alfredo Stroessner y Enrique Jiménez, además del capitán de navío Sindulfo Gill.
Las negociaciones con colorados y febreristas para formar un Gobierno no fueron fáciles. Federico Chaves por los primeros y Arnaldo Valdovinos por los segundos, fueron los negociadores. Ambos exigían para sus respectivos partidos la mayor cantidad de ministerios. Los colorados, sustentados en su base popular y los febreristas, en las creencias de que también tenían el acompañamiento del pueblo y el apoyo del comandante en Jefe el general Machuca. Los de la ANR también gozaban de un sustento militar: Díaz de Vivar, Jiménez y el mayor Rogelio Benítez.
Los colorados debieron salvar varios problemas internos para nombrar a los hombres que ocuparían el gabinete. Los nuevos ministros juraron el 26 de julio. El partido Colorado quedó con tres ministerios, mientras que los Febreristas ocuparon otros tres ministerios.
Pronto explotaría otro conflicto pues, en realidad Agricultura e Industria y Comercio eran dos Ministerios, que a pedidos de los Febreristas se unificaron para que accediendo uno de sus hombres a esa cartera única, en la práctica manejara dos secretarias de Estado, con lo que en verdad los seguidores de Rafael Franco tenían cuatro Ministerios. Valdovinos mismo confesaba que a la mañana atendía Agricultura y por la tarde Industria y Comercio. Esa fue la causa de una nunca finiquitada disputa que continuó en forma velada durante el tiempo en que rigió ese llamado "Gobierno de Coalición", que con otras varios síntomas de inestabilidad política y militar terminarían desembocando en la guerra civil.

### Guerra civil de 1947
En 1947,  participaran en la guerra civil, a lado del Partido Liberal, Partido Comunista Paraguayo y Militares Institucionalistas, contra el Partido Colorado. Finalmente, los colorados ganaron la guerra e impusieron un régimen unipartidario, penas, asesinatos y persecuciones por lo que la mayoría de los conjurados tuvieron que exiliarse, nuevamente.

### 1947-1988: Exilio, fundación del PRF y lucha contra el stronismo

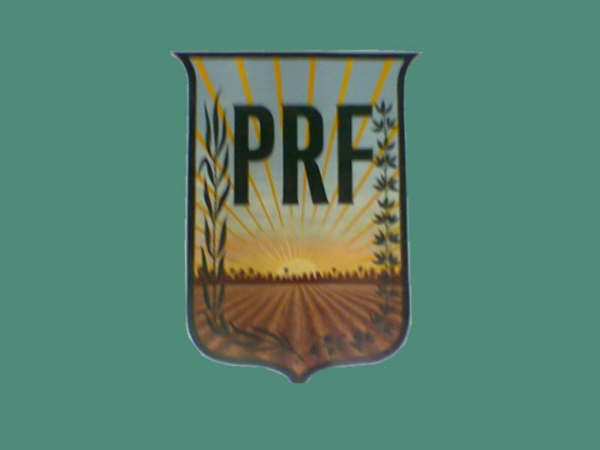
Bandera original del Partido Revolucionario Febrerista con su símbolo original, antes de adoptar el puño y rosa.

El 11 de diciembre de 1951, se fundó, en Buenos Aires, Argentina, el Partido Revolucionario Febrerista, con el que se logró la unión de los grupos que habían participado de la Revolución de 1936. El primer presidente del PRF fue Rafael Franco.
La dictadura de Alfredo Stroessner se instaura en 1954 con la famosa tríada de «Fuerza Armadas, Gobierno y Partido Colorado», por lo que no pasó mucho tiempo para que la enfrente férreamente, siendo entonces muchos de sus militantes perseguidos, encarcelados, confinados, exiliados, recluidos en campos de concentración, brutalmente torturados e inclusive asesinados.
En 1963, Elpidio Yegros acude a un congreso de la Internacional Socialista, empezando las gestiones para que el PRF ingrese en esta organización. En el año 1966, la nucleación ingresa a la IS como observador, convirtiéndose así en el primer partido político del Paraguay en hacerlo. En 1970, se convierte en miembro pleno. También en tal año, el PRF realiza su primera Convención Nacional en tierra paraguaya, 15 años después de su fundación como partido.
Fue reconocido como partido político en 1964 y se constituyó como la tercera fuerza partidaria del país. Participaron sus adherentes en las sesiones constituyentes de la Convención Nacional de 1967, incorporándose a la misma muchas ideas aportadas por este grupo político.
Al término de la década del 60 un grupo de jóvenes febreristas liderados por Arnaldo Valdovinos forma parte junto con otros liberales del grupo guerrillero Movimiento 14 de Mayo que buscó en vano la caída de la dictadura por medio de la lucha armada. De por sí la central del partido no aprobó esta alocada pero heroica aventura de sus simpatizantes.
En 1973 asumió una postura abstencionista en las elecciones nacionales y propició una enérgica protesta en contra del régimen autoritario. A través del semanario "El Pueblo" y sus reuniones en su local denominado la Casa del Pueblo donde se reunían todos los demás sectores políticos y sociales para enfrentar al régimen, y por más de ser el único partido con reconocimiento legal fue justamente el del más activa participación en la oposición a la dictadura.
El 11 de julio de 1973 denunciaba en un extenso y detallado pronunciamiento ante la opinión pública que el gobierno stronista se habían entregado a los brasileños al consentir la aprobación del leonido Tratado de Itaipú.
A fines de la década del 70 se crea una coalición política para intensificar la lucha contra la autocracia y que trabajara nacional e internacionalmente para desacreditar y combatir al gobierno stronista. Dicha alianza opositora se denominó Acuerdo Nacional, estando compuesta por el PRF, PLRA, PDC, y el Movimiento Popular Colorado "MOPOCO" (colorados disidentes).
Quienes firmaron un acuerdo de constitución el 31 de diciembre de 1978 y luego ratificado el 3 de febrero de 1979 en la Casa del Pueblo. Dicha concertación propugnaba esencialmente la institucionalización de una autentica democracia, la libertad para la actividad política, la liberación de presos políticos, el levantamiento del Estado de Sitio y el establecimiento de una plena libertad de prensa", entre otras cosas.

### 1989-2007 Partícipe de la transición
Luego del Golpe de Estado del 2 y 3 de febrero de 1989 , el Pdte. del partido fue el primer opositor, después de muchos años, en visitar oficialmente el Palacio de los López, el 17 de febrero de 1989, en conmemoración de dicha fecha histórica.
A menos de tres meses después del golpe , el 1 de mayo de 1989 Fernando Vera se presenta como presidenciable en la 1.ª Elecciones Generales, que si bien fueron justas poco limpias y democráticas debido a la persistencia de la misma estructura política dictatorial colorada. De igual forma logran en las votaciones 1 banca en la Cámara de Senadores y 2 en la de Diputados. En las Elecciones para la Asamblea Nacional Constituyente de 1991 logra un escaño representado por E.R. Acevedo como Convencional Titular y Aníbal Sánchez como suplente.
Dos años más tarde en las Elecciones Generales de 1993 forma primeramente parte de la Alianza Encuentro Nacional (AEN), de la que luego se retiraría, esta alianza postulaba a Guillermo Caballero Vargas, hijo de un ex Pdte. De igual manera en estas votaciones, logra una bancada en el Senado representado por Víctor Sánchez Villagra y otras dos más en el Diputados. En las Elecciones de 1998 presenta al doctor en Economía, el Sr. Luis Campos Doria a la primera magistratura y Roberto Ferreiro como su Vice.
En abril de 1996 la JRF se coalía a una organización de juventudes políticas de distintos partidos que se reunieron espontáneamente contra la intentona golpista de Lino Oviedo bajo la Presidencia de la JRF de Isidro Ramos García, luego para fines 1998, crean el espacio denominado "Jóvenes por la Democracia", la que tomaría activa participación en el marzo Paraguayo de 1999.
Para el 2002 integra el "Frente Patriótico Nacional"  realizando marchas y actos para repudiar y exigir la renuncia del polémico Pdte. González Macchi. Disponiendo al dirigente Arnaldo Llorens como gran coordinador general de la coalición.

### 2008 y actualidad
El partido formó parte del gobierno del Presidente Fernando Lugo, participando en la Alianza Patriótica para el Cambio (APC), que fue constituida el martes 18 de septiembre del 2007 en un acto realizado en la Casa del Pueblo.
Para el triunfo de la APC el 20 de abril durante las elecciones nacionales de 2008, el PRF dispuso a Carlos María Ljubetic (expresidente del partido) como director general del control electoral de la APC y a Carlos Torres Monzón (Pdte. de la JRF) como Secretario General de la Juventud Patriótica para el Cambio. Así como el apoyo de la Alianza Democrática Tricolor para las demás candidaturas.
En 2011, participa en el "Espacio Democrático", un sector interno del Frente Guasú que articula a 8 nucleaciones y de "Kuña Pyrenda" una Plataforma de Mujeres fundada el 15 de mayo de 2011, en busca de una mujer progresista como Presidenta de Paraguay para el 2013.
En las elecciones municipales del 2021 en la ciudad de San Roque González fue electo como intendente Enmanuel Morán representante del PRF y como partido participaron de varias alianzas cuyos candidatos fueron elegidos.

## Evolución del Febrerismo
Precedentes
- Partido Socialista Revolucionario: 1914
- Liga Nacional Independiente: 1928
- Partido Nacional de Trabajadores: 1935
- Asociación Nacional de Excombatientes: 1935

Consiguiente
- Partido Nacional Revolucionario: 1936

- Unión Nacional Revolucionaria: 1936

- Clubes Franquistas
  - Club Revoucionario 17 de febrero
  - Club Pedro P. Samaniego
  - Club Fermín Franco Delgado

- Partido Revolucionario Paraguayo: 1938, en Buenos Aires

- Concentración Revolucionaria Febrerista: 1945, en Montevideo

- Partido Revolucionario Febrerista: 1951, en Buenos Aires

## Características

### Bandera
El PRF es el único partido político paraguayo que posee una bandera con dos escudos, al igual que la bandera paraguaya, única en el mundo con dos lados.
El Febrerismo adquiere como color partidario el Verde, representando la esperanza, la naturaleza, la palma y el olivo del pabellón nacional.

### Símbolos y Escudos
El primer escudo de la bandera simboliza el amanecer sobre todo, y en el centro está la tierra arada representando el campesinado, siendo el sector agrícola uno de los más importantes para el desarrollo de nuestra economía.
El segundo del puño con la rosa representa que dicha flor es el símbolo del amor social, del socialismo.
Pertenece indiscutiblemente e históricamente al P.R.F. la Lista Nº 3.

### Local partidario
Su local partidario es la Casa del Pueblo, ubicada sobre la calle Manduvirá N.º 552, dentro del Barrio General Díaz de la ciudad de Asunción.
Desde años anteriores se comenzó a utilizar como sede de las reuniones la casa de Rafael Franco ubicada en la calle Yegros. Desde 1971 con ayuda de todos los partidarios se adquirió este local ubicado en Manduvira 552 casi 14 de mayo que siempre fue lugar de reunión de los luchadores por la democracia. Fueron las mujeres luchadoras quienes proclamaron a este local como símbolo de resistencia contra la dictadura colorada stronissta.
Existe una casa, el Solar de Santísima Trinidad, donde residía Franco, en Itapúa 819, paralela a una cuadra de la vía férrea y a dos cuadras de la avenida Santísima Trinidad. hay un proyecto del Partido para adquirirla y llegar a convertirla en un museo. Una placa distintiva ya fue descubierta aludiendo a la historia que posee la misma.
En este local también siempre fue partícipe los actos culturales, en la misma desde hace muchos años se suelen realizar debates, actos musicales de distintos géneros, presentaciones de libros, asambleas de homenajes y de recordación.

## Estructura política

### Comité Ejecutivo Nacional (C. E. N.)
Es el órgano representativo y permanente del Partido, una vez clausurada la Convención Nacional del P. R. F. que se constituye en autoridad política, con facultades directivas y ejecutivas dentro de las líneas trazadas por la Convención Nacional. Está integrado por veinticinco miembros titulares y diez suplentes elegidos por la Convención Nacional. Son miembros del mismo, los secretarios nacionales de los organismos incorporados y cinco representantes de Comités Regionales designados en Convención Regional. Está conformado por un secretariado ejecutivo nacional, presidido por el presidente en ejercicio del Comité Ejecutivo Nacional e integrado por el secretario general, el secretario de Hacienda, los directores de los departamentos, los secretarios nacionales de los organismos incorporados y por un comité político. Este último es el encargado de dictaminar sobre las posiciones y estrategias políticas a seguir y está integrado por 5 miembros suplentes designados por el Comité Ejecutivo Nacional de su seno.

### Comités del P.R.F.
El Partido Febrerista además de su Comité Ejecutivo Nacional está organizado en Comités Regionales son sede en las distintas capitales de los departamentos y en Comités Locales en los distintos pueblos y comunidades que responden a los Comités Regionales correspondientes. También cuenta con los Cometes Barriales y Sub Comités o fracciones en todo el país. Su estatuto establece que habrá tantas Regionales por jurisdicciones políticas como sean necesarias, para una mejor organización y movilización partidaria. Las funciones en general de esto Cometes son las de mantener la administración, organizaciones y difusión de las políticas partidarias en cada jurisdicción y coordinación de los trabajos partidarios.

### Convención Partidaria
Órgano del partido que ejerce la autoridad suprema, con plena facultad resolutiva y que se reúne ordinariamente cada dos años, y en circunstancias excepcionales cada tres. El Comité Ejecutivo Nacional del partido será el encargado a convocar a la Convención. Para convocar a la convención extraordinaria debe haber un pedido de al menos 20 Comités Regionales, Locales y de Barrios o ser la decisión de la mayoría del C.E.N. estará integrada por Convencionales elegido por voto directo y secreto de los afiliados al partido.
La Convención Nacional Partidaria tiene las siguientes atribuciones: considerar y sancionar la Carta Orgánica del Partido y su modificación, designar a los miembros electivos que integran el C.E.N. de la Junta Electoral Central, y del Tribunal de Conducta, considerar el Balance que presente el C.E.N., fijar la línea del Partido frente a los problemas nacionales e internacionales, proclamar las fórmulas Presidenciales de la República y la lista de candidatos para ejercer funciones electivas en el orden nacional y entender en apelaciones que se hagan. Una vez iniciadas las sesiones, la Convención designará a un Presidente y Secretario de Actas y constituirá las diferentes Comisiones de Estudio.

### Departamentos del Febrerismo
Organismos de trabajo del P.R.F. definidos en sus Estatutos Partidarios. A través de ellos el C.E.N. dirige, administra y controla las actividades del Partido. Estos departamentos están a cargo de Directores designados por el C.E.N entre sus miembros. Los Departamentos cumplen actividades específicas en diferentes materias. Así, existe el Departamento de la Organización, que tiene a su cargo la organización de los cuadros políticos a través de los Comités Partidarios. El Departamento de Relaciones e Información que se dedica a mantener las relaciones del Partido con los demás partidos democráticos y con organismos y Partidos Internacionales y a difundir las cuestiones resueltas por el P.R.F.; el Departamento de Acción Rural, cuyo fin es representar al C.E.N. y patrocinar ante él los intereses políticos y sociales del campesinado; el Departamento de Orientación y Difusión que tiene a su cargo organizar grupos de capacitación política, escuelas de alfabetización, Universidades Populares, etc., divulgar el Ideario del Partido, Planes de gobierno y otros documentos e integrar la Dirección Nacional de Prensa y Propaganda del Partido y, finalmente el Departamento de Asistencia y Solidaridad Social, cuyo objetivo es organizar servicio de ayuda a los afiliados.

## Autoridades

### Comité Ejecutivo Nacional (C.E.N.) Período 2009-12
- Presidente: Josefina Duarte de Benítez
- Vicepresidente 1°: Johanna González
- Vicepresidente 2°: Roberto Ferreiro
- Secretario General: Isidro Ramos
- Secretario de Hacienda: Nicasio Vera
- Secretario de la Organización: Hugo López
- Secretario de Relaciones: Oscar Brítez
- Secretario de Acción Rural: Alfredo Coronel
- Secretaria de Acción Social: Jorge Guillén
- Secretario de Orientación y Difusión: Shady Ruiz Díaz

El primer sábado de cada mes se realiza la reunión del CEN y de los Comités Regionales. Cada dos años se realizan las elecciones internas para la Elección de un nuevo Presidente y renovación del CEN. El Presidente puede ser reelecto.
El Departamento de Organización del P.R.F. se reúne, ordinaria y semanalmente, los miércoles a las 17, en la Casa del Pueblo, a donde toda persona interesada puede recurrir; y coordina sus actividades con la Universidad Popular “Humberto Garcete”; con el Semanario “El Pueblo”, con la audición radial “El Pueblo Oral” y con todos los organismos partidarios.
La dirigencia actual del PRF corresponde a un movimiento interno denominado "Febrerismo por Siempre", que busca la reestructuración y recuperación de la línea histórica del Febrerismo, existen también otros movimientos, como el histórico F.F.F. (Fe, Franco y Febrero) y el F17, que actualmente está fuera del aparato partidario.

### Junta Electoral Central
Es la encargada de organizar y coordinar todas las elecciones internas, está compuesta por unos miembros suplentes y otros titulares. Vela y hace cumplir lo estipulado en la Carta Orgánica del partido. Las elecciones para presidente del partido se hacen cada dos años y medio, siendo las próximas elecciones en 2012.

### Presidentes
Concentración Revolucionaria Febrerista
| Presidente    | Vicepresidente | Año         |
| ------------- | -------------- | ----------- |
| Rafael Franco | Juan Stefanich | 1945 - 1951 |

Partido Revolucionario Febrerista
| Presidente                 | Vicepresidente                   | Años                   |
| -------------------------- | -------------------------------- | ---------------------- |
| Rafael Franco              | Elpidio Yegros                   | 1951-1969              |
| René Speratti              |                                  | ¿?-¿?                  |
| Ignacio Iramain            |                                  | 1969-1971              |
| Manuel Benítez González    | Francisco Sánchez Palacios       | 1971-1973              |
| Ignacio Iramain            |                                  | 1973-1975              |
| Roque Gaona                |                                  | 1975-1977              |
| Humberto Pérez Cáceres     |                                  | 1977-1979              |
| Oscar Acuña Torres         |                                  | 1979-1981              |
| Alarico Quiñónez Cabral    | Euclides Acevedo                 | 1981-1983              |
| Euclides Acevedo           | Juan José Ríos                   | 1983-1985              |
| Fernando Vera              | Oscar Acuña Torres               | 1985-1988              |
| Euclides Acevedo           | Juan G. Granada                  | 1988-1990              |
| Ignacio Iramain            |                                  | 1990-1992              |
| Euclides Acevedo           |                                  | 1992-1994              |
| Víctor Sánchez Villagra    | Euclides Acevedo                 | 1994-1996              |
| Carlos María Ljubetic      | José Nicolás Morínigo            | 1996-1998              |
| Luis Campos Doria          | María Stella Ferreira de Sánchez | 1998-2000              |
| Oscar Acuña Torres         |                                  | 2002-2003              |
| Óscar Montiel Galván       |                                  | 2003-2006              |
| Nils Candia Gini           | Edgar Ferreira                   | 2006 - 2009            |
| Carlos María Ljubetic      | Josefina Duarte de Benítez       | 27/10/2009 - 6/01/2011 |
| Josefina Duarte de Benítez | Gustavo Da Silva                 | 6/01/2011 - Actualidad |

## SemanarioEl Pueblo
El Partido Revolucionario Febrerista mantiene un vocero y órgano periodístico oficial, que sigue operando como parte de la prensa escrita opositora, con un enfoque constante en la defensa de la democracia del pueblo paraguayo. Su origen remonta al 22 de septiembre de 1960, en la ciudad de Pirayú, donde se llevó a cabo un acto en homenaje al general José Eduvigis Díaz, figura histórica de la guerra de la Triple Alianza y precursor de la Policía Nacional del Paraguay. Durante este evento, el régimen de Alfredo Stroessner instó a la publicación de periódicos de oposición, asegurando que no existían restricciones para la libertad de prensa y expresión, una afirmación que no correspondía con la realidad.
Previamente, otros medios relacionados con el febrerismo, como La República, Trinchera Febrerista, Tribuna Febrerista, Antorcha (de la Juventud Revolucionaria Febrerista) y Avance (del movimiento obrero febrerista), tuvieron existencias efímeras debido, en gran parte, a la falta de apoyo económico y a la persecución sistemática que enfrentaron todas las publicaciones opositoras bajo el régimen de Stroessner.
En 1972, la publicación cesó temporalmente debido a la oposición de sus directores a la censura previa impuesta por el régimen. El 28 de agosto de 1987, mediante la Resolución N.º 683 del Ministerio del Interior (bajo la dirección de Sabino Montanaro), el semanario fue clausurado, prohibiendo su impresión y distribución. En abril de 1988, Raimundo Careaga fue designado como director y se propuso la creación de una edición interna. Durante este periodo, el Comité Ejecutivo Nacional (CEN) del PRF emprendió acciones, incluyendo la emisión de notas al gobierno, actos públicos y recolección de firmas para gestionar la reapertura de la publicación.
Tras el cierre de ABC Color en 1984, el semanario se convirtió en el medio de prensa escrita de mayor circulación, hasta su clausura en 1987 por el régimen stronista debido a su postura a favor de la democracia y la libertad de expresión. Posteriormente, reanudó sus publicaciones tras el golpe de Estado de 1989.
En la actualidad, la publicación es un periódico mensual, caracterizado por su enfoque en el análisis y el debate de la realidad nacional e internacional en los ámbitos político, económico, social, cultural y ecológico. Las opiniones de sus colaboradores son de responsabilidad exclusiva de los mismos y no reflejan necesariamente las posiciones de la dirección del periódico ni las del Comité Ejecutivo Nacional del PRF. Asimismo, mantiene corresponsales en diversos países.

## Universidad Popular "Humberto Garcete"
Es una organización que realiza cursos gratuitos de formación política en general dirigida a todos los ciudadanos de distintas extracciones políticas en el país.
El Comité Ejecutivo Nacional que asumió la dirigencia en agosto de 2006 posibilitó la consideración a toda la ciudadanía en general, de diferentes generaciones, de un curso político de análisis y debates apuntando al enriquecimiento de las variadas disciplinas que hacen a la Administración General del Estado, en concordancia con el orgullo y la tradición febrerista de poner al servicio de la República todas las capacidades intelectuales y técnicas a favor de una sociedad sin restricciones, procurando la real soberanía de la Carta Magna, demás leyes nacionales y los Tratados, Acuerdo o Convenios Internacionales, como así también la ecuanimidad de su irrestricta aplicación.
El nombre de "Humberto Garcete" es un homenaje a un militante del PRF, que combatió durante la Revolución del 47 defendiendo los ideales de la democracia y del febrerismo. En su época fue también un propulsor de este tipo de cursos y seminarios, alegando siempre la importancia y la supremacía de las leyes, buscando de esta forma un verdadero "estado de derecho".
El movimiento Revolucionario de 1936 cambio, de hecho, al Estado de concepción liberal, entonces vigente, por otro de principio socialista. En concordancia con este cambio, se innovó, asimismo, el espíritu de la ciudadanía.
Debido al incentivo de este nuevo espíritu , fueron creadas fundaciones diversas, a iniciativa de grupos y asociaciones.
En Asunción, a iniciativa de la Asociación Nacional de Excombatientes (de donde eligieron como primer presidente a Rafael Franco. Actualmente es la Unión de Veteranos de la guerra del Chaco UPV-Chaco), fue fundada la Universidad Popular “Hernán Velilla”. En el acto de su inauguración, su director, entonces el estudiante universitario D. Ruperto Resquín, pronunció un discurso de circunstancia, en el que refiriéndose concretamente a la labor docente de la institución a su cargo, expresó:
La clase trabajadora encontrará en nuestro centro de enseñanza, a camaradas sin otro interés que el supremo bien colectivo, queremos dar a los obreros en general, al hombre del pueblo, conciencia clara de sus derechos y de sus deberes, queremos que cada paraguayo sea un ciudadano, un individuo capaz de pensar y sentir con nuestro cerebro y corazón propios, que se sienta miembro responsable de la sociedad, que sea un hombre en la noble y cabal acepción de la palabra.
Con idénticos ideales y objetivos fue fundada en la ciudad de Villarrica la Universidad Popular “José de Antequera”, promovida por la Asociación de Maestros del Guairá.
En la ciudad de Encarnación fue fundada la Universidad Popular “Luis Sosa Caballero”, a gestión de los partidarios locales de la revolución de febrero.
Las mujeres, por su parte, a favor de las propicias condiciones del momento político instaurado, fundaron del momento político instaurado, fundaron la “Unión Femenina del Paraguay” con el objetivo de promover la propaganda y la organización del movimiento feminista del Paraguay, y de luchar por la conquista de sus reivindicaciones fundamentales, dirigidas a las equiparación entre el hombre y la mujer.
En Buenos Aires se organizó una escuela de capacitación sindical para trabajadores. Las lecciones desarrolladas en la misma fueron recogidas, finalmente, en un folleto titulado "Lecciones de capacitación para dirigentes gremiales".
En el año 1964, tras el retorno del partido del exilio, fue fundado en Asunción, la Universidad Popular Humberto Garcete  (UPHG) a cargo del siguiente cuerpo de profesores:
- Dr. Manuel Benítez González, ayudante; Franco Croskey, Tema: Desarrollo económico
- Lic. Óscar Ferreiro, ayudante Alcides Vergara Tema: Sociología americana y paraguaya
- Lic. Darío Bueno, ayudante Ricardo Lugo Rodríguez Tema: Interpretación de la política paraguaya
- Dr. Fernán Díaz Pérez, Ayu. Dr. Alfredo Carrillo Tema: Garantías constitucionales
- Dr. Francisco Sánchez Palacios, Ayu. Nill Candia Tema: Régimen Democrático
- Dr. Félix Ramón Ayala, Ayu. Carlos Mingo Tema: Reforma agraria
- Dr. Arístides Parodi, Ayu. Vicente González Tema: Revolución americana
- Dr. Quimo Codas Thompson, Ayu. Dr. Darío Isasi Fleitas y Dr. Alarico Quiñones Ayu. N. Martínez Gamba Tema: Medicina social
- Dr. Rodolfo Antola, Ayu. Helio Vera Tema: Ideologías Políticas
- Dr. Wilfrido Martínez, Dr. Raimundo Paniagua, Ayu. Ricardo Lugo Rodríguez. Tema: Derecho constitucional
- Dr. José Rivarola Matto, Ayu. Alcides Vergara Tema: Responsabilidad del intelectual ante la sociedad contemporánea
- Dr. Roberto Ruiz Díaz, Dr. Augusto Duarte, Ayu. Ángel Benítez Peralta Tema: Obras de la Revolución de febrero
- Dr. Francisco Orue Díaz , Ayu. Alfredo Carrillo Tema: Mercado común latinoamericano
- Dr. Blas Felip Caballero Ayud. Helio Vera Tema: Actualidad política nacional
- Dr. Rafael Casabianca, Ayud. Vicente González Tema: Evaluación y Clausura del curso

La Universidad Popular "Humberto Garcete", con altibajos se mantuvo en 1989 impartiendo curso de capacitación política en comités de barrios de la capital y comités del interior del país.
En los primeros meses de 1989 bajo la dirección del Dr. Jaime Ortiz Duarte fueron organizados diversos paneles sobre temas de gran actualidad entre ellos: "El Rol de la Mujer en la política", "La Universidad", "La Juventud" y "La crisis económica en el Paraguay".
Su actual Director es el Prof. Dr. Adolfo Albospino, quien también es miembro del CEN.